# Gouvernement Kaj Leo Johannesen II
Îles Féroé
Kaj Leo Johannesen I Aksel V. Johannesen I

## Composition initiale (14 novembre 2011)
| Portefeuille                                         | Titulaire | Titulaire          | Parti |
| ---------------------------------------------------- | --------- | ------------------ | ----- |
| Premier ministre                                     |           | Kaj Leo Johannesen | SB    |
| Vice-Premier ministre Ministre des Affaires sociales |           | Annika Olsen       | FF    |
| Ministre des Finances                                |           | Jørgen Niclasen    | FF    |
| Ministre de la Santé                                 |           | Karsten Hansen     | MF    |
| Ministre de la Culture                               |           | Bjørn Kalsø        | SB    |
| Ministre des Affaires intérieures                    |           | Kári P. Højgaard   | SF    |
| Ministre des Pêches                                  |           | Jákup Mikkelsen    | FF    |
| Ministre du Commerce et de l'Industrie               |           | Johan Dahl         | SB    |

## Remaniement (16 février 2012)
| Portefeuille                                         | Titulaire | Titulaire          | Parti |
| ---------------------------------------------------- | --------- | ------------------ | ----- |
| Premier ministre                                     |           | Kaj Leo Johannesen | SB    |
| Vice-Premier ministre Ministre des Affaires sociales |           | Annika Olsen       | FF    |
| Ministre des Finances                                |           | Jørgen Niclasen    | FF    |
| Ministre de la Santé                                 |           | Karsten Hansen     | MF    |
| Ministre de la Culture                               |           | Bjørn Kalsø        | SB    |
| Ministre des Affaires intérieures                    |           | Kári P. Højgaard   | SF    |
| Ministre des Pêches                                  |           | Jacob Vestergaard  | FF    |
| Ministre du Commerce et de l'Industrie               |           | Johan Dahl         | SB    |

## Remaniement (5 septembre 2013)
| Portefeuille                                         | Titulaire | Titulaire          | Parti |
| ---------------------------------------------------- | --------- | ------------------ | ----- |
| Premier ministre                                     |           | Kaj Leo Johannesen | SB    |
| Vice-Premier ministre Ministre des Affaires sociales |           | Annika Olsen       | FF    |
| Ministre des Finances                                |           | Jørgen Niclasen    | FF    |
| Ministre de la Santé                                 |           | Karsten Hansen     | MF    |
| Ministre de la Culture                               |           | Bjørn Kalsø        | SB    |
| Ministre des Pêches                                  |           | Jacob Vestergaard  | FF    |
| Ministre du Commerce et de l'Industrie               |           | Johan Dahl         | SB    |

Le ministre des affaires intérieures a été supprimé. 